# Pilophorus tibialis
Pilophorus tibialis är en insektsart som beskrevs av Van Duzee 1918. Pilophorus tibialis ingår i släktet Pilophorus och familjen ängsskinnbaggar. Inga underarter finns listade i Catalogue of Life.